# 蒲刈広域農道

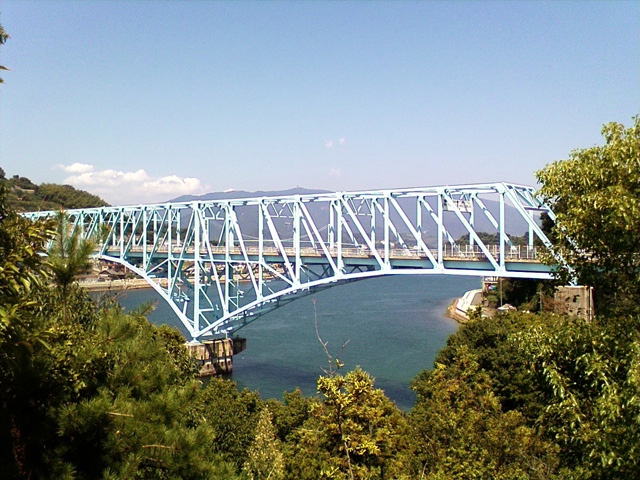
蒲刈大橋（2008年9月10日）

蒲刈広域農道（かまがりこういきのうどう）は、広島県呉市蒲刈町の上蒲刈島と呉市下蒲刈町の下蒲刈島を結ぶ農道。
当時の安芸郡蒲刈町・下蒲刈町の各地区に分散していた小規模な柑橘選果場を、下蒲刈町三之瀬丸谷付近に新設が予定されていた、呉農協（現：JA呉）の合同選果場に集約するために計画された農道である。ただし、最終的に選果場は蒲刈町田戸に設置され、かつ蒲刈町の農家だけの利用となった。
- 起点：呉市蒲刈町田戸
- 終点：呉市下蒲刈町三之瀬丸谷
- 総延長：約3.7 km（広島県道および呉市道を含まない）

## 通過市町村
- 2005年（平成17年）3月20日より、全域が呉市となっている。全通当時は安芸郡蒲刈町および安芸郡下蒲刈町であった。

## 概要
便宜上、1期/2期/3期区間に分ける。1期区間と2期区間の間に広島県道287号上蒲刈島循環線を挟む。

### 1期区間（蒲刈トンネル）
蒲刈トンネル（長さ403 m）を含む峠越え区間で、上蒲刈島中央部の田戸地区をほぼ最短距離で南北に縦貫する。全線2車線、40 km/h規制。かつては上蒲刈島唯一の40 km/h規制の道路だった。駐車規制はない。
南に向かう場合、トンネルから初神へのアプローチは最大10%もの急な下り勾配であり、しかも大きく右へカーブしている。トンネル内部を除いて歩道はない。トンネル内の歩道も幅50 cm程度。自転車は車道を通行することになる。上蒲刈島東端の大浦地区を走る県道に一部未整備区間がある。
- 起点：呉市蒲刈町田戸
※ 1期区間は広島県道287号上蒲刈島循環線田戸トンネル西口交差点から始まっているように見えるが、実際はここから約600 m南までは市道。
- 終点：呉市蒲刈町田戸初神（広島県道287号上蒲刈島循環線交点）
- 延長：約1.6 km
- 開通：1983年（昭和58年）10月

### 2期区間（蒲刈大橋）

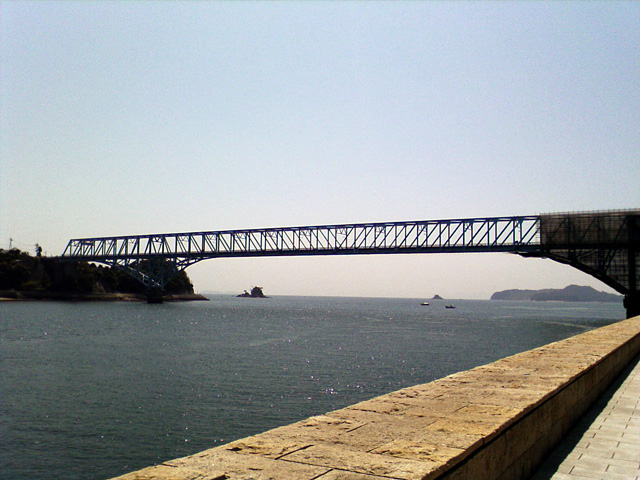
蒲刈大橋（2008年9月10日。下蒲刈島方は塗装工事中）

上蒲刈島と下蒲刈島を結ぶ安芸灘諸島連絡架橋の2号橋蒲刈大橋（長さ480 m）を含む。この橋は開通当時農道橋として日本最長であったが、現在は沖縄県宮古島市にある来間大橋（長さ1,690 m）が最長。
全線2車線、40km/h規制。かつては30km/h規制であったが、安芸灘諸島連絡架橋3号橋の豊島大橋開通に合わせて緩和された。橋上は駐停車禁止、その他区間は駐車禁止。歩道は橋の南側にしかない。3期区間へは、蒲刈大橋西詰すぐの交差点で分岐。T字路であるが、直進側が3期区間（丸谷／安芸灘大橋方面）であり分岐側が2期区間（三之瀬／下蒲刈支所方面）となっている。
- 起点：呉市蒲刈町向（向小市の浜バス停前、広島県道287号上蒲刈島循環線交点）
- 終点：呉市下蒲刈町三之瀬（呉市下蒲刈支所前、広島県道74号下蒲刈川尻線交点）
- 延長：約1.0 km
- 開通：1979年（昭和54年）10月。1期区間より開通が早かった。

### 3期区間
全線2車線、30 km/h規制。歩道はない。等高線にほぼ沿ったルートが選定されたため、小刻みなカーブが続き見通しが悪い。にもかかわらず、石畳舗装区間を持つなど事実上幹線道路としての役割を放棄した広島県道74号下蒲刈川尻線のバイパスとして機能しており、瀬戸内産交の大型路線バスも運行している。
かつては、三之瀬地区の集落が至近にもかかわらず、農道としての性格上駐車規制がなかった。2007年（平成19年）にようやく全線駐車禁止となった。安芸灘大橋開通前は、駐車場代わりにする住民や帰省客・観光客がおり、2車線ぎりぎりの道路をさらに狭めていた。路線バスが通るようになって以降、状況は若干改善された。
豊島大橋が開通し、本土から大崎下島・岡村島まで自動車で直接行けるようになったため、本区間がいずれは交通のネックになる恐れが高い。蒲刈大橋西詰から下蒲刈島中央部の塩浜新開まで、トンネル（約550 m）を掘削して広島県道74号線と直結する構想もあるが、着工に向けた具体的な動きはない。
- 起点：呉市下蒲刈町三之瀬（蒲刈大橋西詰）
- 終点：呉市下蒲刈町三之瀬丸谷（下蒲刈郵便局そば、広島県道74号下蒲刈川尻線交点）
- 延長：約1.1 km
- 開通時期：

## 周辺
- であいの岬：蒲刈町向の仏ヶ崎にある休憩施設。蒲刈大橋の東詰に位置し、「海人の藻塩」など上蒲刈島の物産を販売。
- 弘願寺：三之瀬にある浄土真宗本願寺派の寺院。実業家永野重雄や、政治家永野護の実家でもある。

## 接続道路
- 広島県道287号上蒲刈島循環線（呉市蒲刈町田戸初神、呉市蒲刈町向）
- 広島県道74号下蒲刈川尻線（呉市下蒲刈町三之瀬）